# Relações entre Azerbaijão e Turquia
As relações entre Azerbaijão e Turquia são as relações diplomáticas estabelecidas entre a República do Azerbaijão e a República da Turquia. Ambos são vizinhos, com uma extensão de 17 km na fronteira entre os dois países. O Azerbaijão possui uma embaixada em Ancara, e a Turquia possui uma embaixada em Baku.
Após a dissolução da União Soviética e a restauração da independência do Azerbaijão, a Turquia tornou-se o primeiro país a reconhecer a sua soberania. Após isto, os turcos continuaram a prestar uma significativa ajuda econômica, militar, política e humanitária ao Azerbaijão. Grandes projetos regionais de economia e energia se tornaram realidade e conectaram ainda mais as duas nações. O ex-presidente do Azerbaijão, Heydar Aliyev, em diversas ocasiões descreveu estas relações como "uma nação com dois estados", devido à cultura e história em comum, e a inteligibilidade mútua dos idiomas turcos e azerbaijanês.
Os dois países mantêm uma cooperação econômica e militar muito próxima. Ambos fazem parte do Conselho Turco, um organização internacional de países túrquicos.